# Duane Muckette
Duane Muckett (Port of Spain, 1º luglio 1995) è un calciatore trinidadiano, centrocampista del Port of Spain e della nazionale trinidadiana.

## Carriera

### Club
Ha giocato nel campionato trinidadiano, statunitense e portoghese.

### Nazionale
Ha esordito con la proprianazionale nel 2018.